# Yelena Davydova
Pour les articles homonymes, voir Davydova.

Yelena Victorovna Davydova (née le 7 août 1961) est une gymnaste soviétique puis canadienne. 
Elle est notamment championne du monde en 1981 et double médaille d'or aux jeux olympiques de Moscou en 1980. Elle fait partie du Temple de la renommée de la gymnastique depuis 2007.